# Alaska Highway

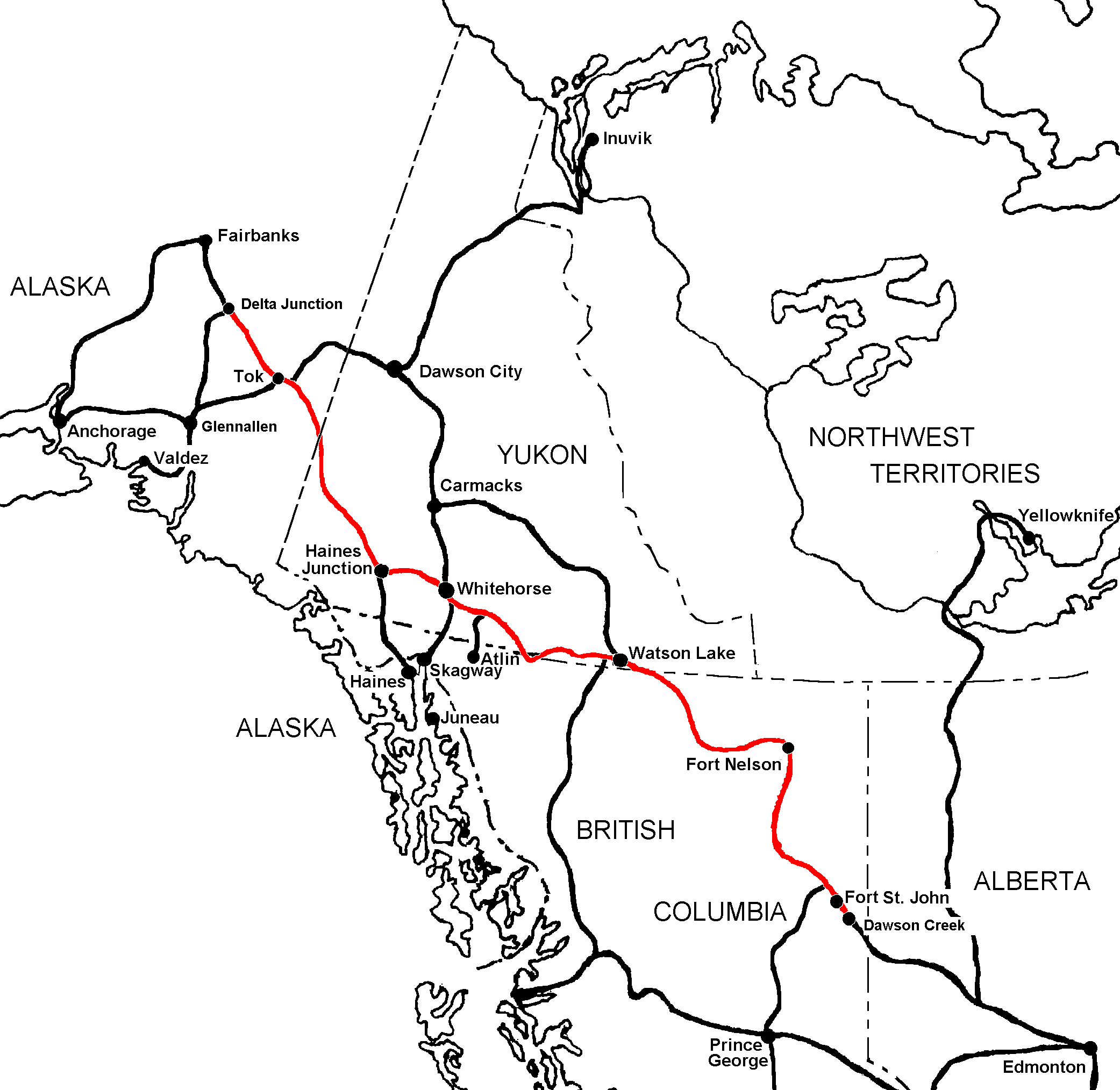
Dawson Creek
Delta Junction

Alaska Highway este o șosea cu lungimea de 2.288 km, care leagă  Dawson Creek  nord-estul provinciei British Columbia, Canada cu Delta Junction un oraș din Southeast Fairbanks Census Area, Alaska.
Denumirea inițială a șoselei a fost ALCAN, fiind construită cu scop militar. Denumirea ei actuală datează din martie 1942, fiind o șosea formată din pietriș, care a fost continuu îmbunătățită. Șoseaua de azi este cu 60 de km mai scurtă ca la cea de la început, fiind în cea mai mare parte asfaltată.

## Localități traversate
- Dawson Creek
- Fort St. John
- Fort Nelson
- Watson Lake
- Whitehorse
- Haines Junction
- Tok
- Delta Junction